# Cystidia stratonice
Cystidia stratonice là một loài bướm đêm trong họ Geometridae.